# 拉沙德·阿利米
拉沙德·穆罕默德·阿利米（阿拉伯语：رشاد محمد العليمي，羅馬化：Rashād Muḥammad al-ʻUlaymī，1954年1月15日—），也门政治家，2022年4月7日起担任也门总统领导委员会主席。